# شهرستان لوانپینگ
شهرستان لوانپینگ (به لاتین: Luanping County) یک منطقهٔ مسکونی در چین است که در چنگده واقع شده‌است. شهرستان لوانپینگ ۳٬۱۹۵ کیلومتر مربع مساحت و ۳۴۰٬۰۰۰ نفر جمعیت دارد و ۵۱۵ متر بالاتر از سطح دریا واقع شده‌است.